# Polgármester-választások Rinyabesenyőn
1990 és 2019 között nyolc rendes önkormányzati választást és egy időközi polgármester-választást tartottak Rinyabesenyőn. 
A kilenc polgármester-választás során három jelölt nyerte el a választók többségének bizalmát. 2006 óta Orsós Imre a Somogy megyei község első embere.
A részvételi hajlandóság eleinte 50-60% között szóródott, az utóbbi két évtizedben azonban mindig 75% feletti volt.

## Háttér
A kétszáz fős település Somogy megyében déli részén található.A község a XX. század folyamán Nagyatád környékéhez tartozott, 2013 óta a Nagyatádi járás része.
Rinyabesenyő a rendszerváltás előtti évtizedekben Nagykorpáddal és Láboddal együtt alkotott közös tanácsot, melynek székhelye Lábodon volt. A közös tanács elnöke Léber Gyuláné volt.
1990-től újra önállóan igazgathatja magát a település.

### Alapadatok
| Év   | Év   | Jelöltek | Részvétel |
| ---- | ---- | -------- | --------- |
| 1994 | 1994 | 3        | 57%       |
| 1998 | 1998 | 4        | 58%       |
|      | 1999 | 5        | 52%       |
| 2002 | 2002 | 5        | 76%       |
| 2006 | 2006 | 6        | 87%       |
| 2010 | 2010 | 9        | 88%       |
| 2014 | 2014 | 5        | 90%       |
| 2019 | 2019 | 3        | 84%       |

A település lakóinak a száma 200 és 250 körül mozgott a rendszerváltás utáni negyedszázadban. A lakók száma a 2000-es évek első évtizedében jelentősen csökkent. A község lélekszámából fakadóan a képviselő-testület létszáma előbb 5 fős volt, majd a 2010-es önkormányzati reformot követően 4 fős lett.
Minden választáson több jelölt szállt versenybe a polgármesteri tisztségért, az esetek felében legalább öt és többnyire a hivatalban lévő vezető is indult a választásokon.
A '90-es években a polgárok 50-60%-a ment el szavazni. Az ezredforduló óta ez az arány jelentősen nőtt, a legutóbbi választásokon 80-90%-os volt a részvétel. (Az 1990-es választásokról nem állnak rendelkezésre részletes adatok.)
| Alapadatok (1990–2019) | Alapadatok (1990–2019) | Alapadatok (1990–2019) | Alapadatok (1990–2019) | Alapadatok (1990–2019) | Alapadatok (1990–2019) | Alapadatok (1990–2019) | Alapadatok (1990–2019) |
| Év                     | Év                     | Nap                    | Lakók                  | Lakók                  | Választó- jogosult     | Szavazó                | Részvétel              |
| Év                     | Év                     | Nap                    | száma                  | +/–                    | Választó- jogosult     | Szavazó                | Részvétel              |
| ---------------------- | ---------------------- | ---------------------- | ---------------------- | ---------------------- | ---------------------- | ---------------------- | ---------------------- |
| 1990                   | 1990                   | szept.30.              | 256                    | (nincs adat)           | (nincs adat)           | (nincs adat)           | (nincs adat)           |
| 1994                   | 1994                   | dec.11.                | 262                    | 6                      | 155                    | 89                     | 57,4%                  |
| 1998                   | 1998                   | okt.18.                | 266                    | 4                      | 161                    | 94                     | 58,4%                  |
|                        | 1999                   | nov.28.                | (nincs adat)           | (nincs adat)           | 165                    | 86                     | 52,1%                  |
| 2002                   | 2002                   | okt.20.                | 265                    | −1                     | 157                    | 120                    | 76,4%                  |
| 2006                   | 2006                   | okt.1.                 | 224                    | −41                    | 137                    | 119                    | 86,9%                  |
| 2010                   | 2010                   | dec.18.                | 196                    | −28                    | 128                    | 112                    | 87,5%                  |
| 2014                   | 2014                   | okt.12.                | 199                    | 3                      | 134                    | 121                    | 90,3%                  |
| 2019                   | 2019                   | okt.13.                | 200                    | 1                      | 146                    | 123                    | 84,2%                  |

## Választások
| \| 1990 \| |                                         |          |                 |
| Jelölt     | Jelölt                                  | Szavazat | Szavazat        |
|            | Farkas Sándor –                         | n.a.     | n.a.            |
|            | {{{jelölt2}}} –                         |          | {{{százalék2}}} |
|            | {{{jelölt3}}} –                         |          | {{{százalék3}}} |
|            | {{{jelölt4}}} –                         |          | {{{százalék4}}} |
|            | {{{jelölt5}}} –                         |          | {{{százalék5}}} |
|            | {{{jelölt6}}} –                         |          | {{{százalék6}}} |
|            | {{{jelölt7}}} –                         |          | {{{százalék7}}} |
|            | {{{jelölt8}}} –                         |          | {{{százalék8}}} |
|            | {{{jelölt9}}} –                         |          | {{{százalék9}}} |
|            | további jelöltekről nincs elérhető adat |          |                 |
|            |                                         |          |                 |
| 1990       |                                         |          |                 |

| \| 1994 \| \| Részvétel: 57% \| |                 |                |                 |
| Jelölt                          | Jelölt          | Szavazat       | Szavazat        |
|                                 | Farkas Sándor – | 38             | 42,7%           |
|                                 | Bogdán János –  | 27             | 30,3%           |
|                                 | Orsós János –   | 24             | 27,0%           |
|                                 | {{{jelölt4}}} – |                | {{{százalék4}}} |
|                                 | {{{jelölt5}}} – |                | {{{százalék5}}} |
|                                 | {{{jelölt6}}} – |                | {{{százalék6}}} |
|                                 | {{{jelölt7}}} – |                | {{{százalék7}}} |
|                                 | {{{jelölt8}}} – |                | {{{százalék8}}} |
|                                 | {{{jelölt9}}} – |                | {{{százalék9}}} |
|                                 |                 |                |                 |
|                                 |                 |                |                 |
| 1994                            |                 | Részvétel: 57% |                 |

| \| 1998 \| \| Részvétel: 58% \| |                  |                |                 |
| Jelölt                          | Jelölt           | Szavazat       | Szavazat        |
|                                 | Váradi János –   | 31             | 34,1%           |
|                                 | Orsós György –   | 26             | 28,6%           |
|                                 | Pénzes Tiborné – | 20             | 22,0%           |
|                                 | Bogdán János –   | 14             | 15,4%           |
|                                 | {{{jelölt5}}} –  |                | {{{százalék5}}} |
|                                 | {{{jelölt6}}} –  |                | {{{százalék6}}} |
|                                 | {{{jelölt7}}} –  |                | {{{százalék7}}} |
|                                 | {{{jelölt8}}} –  |                | {{{százalék8}}} |
|                                 | {{{jelölt9}}} –  |                | {{{százalék9}}} |
|                                 |                  |                |                 |
|                                 |                  |                |                 |
| 1998                            |                  | Részvétel: 58% |                 |

| \| 1999 \| Időközi választás \| Részvétel: 52% \| |                   |                |                 |
| Jelölt                                            | Jelölt            | Szavazat       | Szavazat        |
|                                                   | Orsós Imre –      | 59             | 72,0%           |
|                                                   | Orsós János –     | 8              | 9,8%            |
|                                                   | Bogdán János –    | 5              | 6,1%            |
|                                                   | Ilics József –    | 5              | 6,1%            |
|                                                   | Orsós Sándor –    | 5              | 6,1%            |
|                                                   | {{{jelölt6}}} –   |                | {{{százalék6}}} |
|                                                   | {{{jelölt7}}} –   |                | {{{százalék7}}} |
|                                                   | {{{jelölt8}}} –   |                | {{{százalék8}}} |
|                                                   | {{{jelölt9}}} –   |                | {{{százalék9}}} |
|                                                   |                   |                |                 |
|                                                   |                   |                |                 |
| 1999                                              | Időközi választás | Részvétel: 52% |                 |

| \| 2002 \| \| Részvétel: 76% \| |                 |                |                 |
| Jelölt                          | Jelölt          | Szavazat       | Szavazat        |
|                                 | Farkas Sándor – | 52             | 44,4%           |
|                                 | Orsós Imre –    | 50             | 42,7%           |
|                                 | Váradi János –  | 10             | 8,5%            |
|                                 | Orsós György –  | 3              | 2,6%            |
|                                 | Ilics József –  | 2              | 1,7%            |
|                                 | {{{jelölt6}}} – |                | {{{százalék6}}} |
|                                 | {{{jelölt7}}} – |                | {{{százalék7}}} |
|                                 | {{{jelölt8}}} – |                | {{{százalék8}}} |
|                                 | {{{jelölt9}}} – |                | {{{százalék9}}} |
|                                 |                 |                |                 |
|                                 |                 |                |                 |
| 2002                            |                 | Részvétel: 76% |                 |

| \| 2006 \| \| Részvétel: 87% \| |                        |                |                 |
| Jelölt                          | Jelölt                 | Szavazat       | Szavazat        |
|                                 | Orsós Imre –           | 46             | 39,7%           |
|                                 | Bogdán János (Bogic) – | 34             | 29,3%           |
|                                 | Farkas Sándor –        | 16             | 13,8%           |
|                                 | Orsós Sándor –         | 9              | 7,8%            |
|                                 | Váradi Imre –          | 7              | 6,0%            |
|                                 | Bogdán Ferenc –        | 4              | 3,4%            |
|                                 | {{{jelölt7}}} –        |                | {{{százalék7}}} |
|                                 | {{{jelölt8}}} –        |                | {{{százalék8}}} |
|                                 | {{{jelölt9}}} –        |                | {{{százalék9}}} |
|                                 |                        |                |                 |
|                                 |                        |                |                 |
| 2006                            |                        | Részvétel: 87% |                 |

| \| 2010 \| \| Részvétel: 88% \| |                        |                |          |
| Jelölt                          | Jelölt                 | Szavazat       | Szavazat |
|                                 | Orsós Imre –           | 41             | 36,9%    |
|                                 | Farkas Sándor –        | 27             | 24,3%    |
|                                 | Váradi Imre –          | 12             | 10,8%    |
|                                 | Orsós Sándor (Törpe) – | 10             | 9,0%     |
|                                 | Orsós Pálné –          | 9              | 8,1%     |
|                                 | Bogdán János –         | 4              | 3,6%     |
|                                 | Fenyvesi Lászlóné –    | 4              | 3,6%     |
|                                 | Orsós György –         | 2              | 1,8%     |
|                                 | Váradi János –         | 2              | 1,8%     |
|                                 |                        |                |          |
|                                 |                        |                |          |
| 2010                            |                        | Részvétel: 88% |          |

| \| 2014 \| \| Részvétel: 90% \| |                   |                |                 |
| Jelölt                          | Jelölt            | Szavazat       | Szavazat        |
|                                 | Orsós Imre Fidesz | 60             | 49,6%           |
|                                 | Horváth Kálmán –  | 37             | 30,6%           |
|                                 | Farkas Sándor –   | 13             | 10,7%           |
|                                 | Szeszán Attila –  | 6              | 5,0%            |
|                                 | Orsós Sándor –    | 5              | 4,1%            |
|                                 | {{{jelölt6}}} –   |                | {{{százalék6}}} |
|                                 | {{{jelölt7}}} –   |                | {{{százalék7}}} |
|                                 | {{{jelölt8}}} –   |                | {{{százalék8}}} |
|                                 | {{{jelölt9}}} –   |                | {{{százalék9}}} |
|                                 |                   |                |                 |
|                                 |                   |                |                 |
| 2014                            |                   | Részvétel: 90% |                 |

| \| 2019 \| \| Részvétel: 84% \| |                   |                |                 |
| Jelölt                          | Jelölt            | Szavazat       | Szavazat        |
|                                 | Orsós Imre Fidesz | 48             | 39,7%           |
|                                 | Orsós János –     | 47             | 38,8%           |
|                                 | Győri Tamás –     | 26             | 21,5%           |
|                                 | {{{jelölt4}}} –   |                | {{{százalék4}}} |
|                                 | {{{jelölt5}}} –   |                | {{{százalék5}}} |
|                                 | {{{jelölt6}}} –   |                | {{{százalék6}}} |
|                                 | {{{jelölt7}}} –   |                | {{{százalék7}}} |
|                                 | {{{jelölt8}}} –   |                | {{{százalék8}}} |
|                                 | {{{jelölt9}}} –   |                | {{{százalék9}}} |
|                                 |                   |                |                 |
|                                 |                   |                |                 |
| 2019                            |                   | Részvétel: 84% |                 |

| Áttekintő táblázat | Áttekintő táblázat | Áttekintő táblázat         | Áttekintő táblázat         | Áttekintő táblázat         | Áttekintő táblázat | Áttekintő táblázat | Áttekintő táblázat | Áttekintő táblázat |
| Év                 | Év                 | Megválasztott polgármester | Megválasztott polgármester | Megválasztott polgármester | Szavazat           | Szavazat           | Előny a 2. előtt   | Előny a 2. előtt   |
| Év                 | Év                 | név                        | szervezet                  | szervezet                  | db                 | érv.%              | db                 | %                  |
| ------------------ | ------------------ | -------------------------- | -------------------------- | -------------------------- | ------------------ | ------------------ | ------------------ | ------------------ |
| 1990               | 1990               | Farkas Sándor              |                            | –                          | (nincs adat)       | (nincs adat)       | (nincs adat)       | (nincs adat)       |
| 1994               | 1994               | Farkas Sándor              |                            | –                          | 38                 | 42,7%              | +11                | +12%               |
| 1998               | 1998               | Váradi János               |                            | –                          | 31                 | 34,1%              | +5                 | +5%                |
|                    | 1999               | Orsós Imre                 |                            | –                          | 59                 | 72,0%              | +51                | +62%               |
| 2002               | 2002               | Farkas Sándor              |                            | –                          | 52                 | 44,4%              | +2                 | +2%                |
| 2006               | 2006               | Orsós Imre                 |                            | –                          | 41                 | 39,7%              | +12                | +10%               |
| 2010               | 2010               | Orsós Imre                 |                            | –                          | 41                 | 36,9%              | +14                | +13%               |
| 2014               | 2014               | Orsós Imre                 |                            | Fidesz                     | 60                 | 49,6%              | +23                | +19%               |
| 2019               | 2019               | Orsós Imre                 |                            | Fidesz                     | 48                 | 39,7%              | +1                 | <1%                |

| Kiegészítő adatok | Kiegészítő adatok | Kiegészítő adatok | Kiegészítő adatok | Kiegészítő adatok | Kiegészítő adatok | Kiegészítő adatok |
| Év                | Év                | jelöltek száma    | HL?               | Rész- vétel       | Érvényes szavazat | Érvény- telen     |
| ----------------- | ----------------- | ----------------- | ----------------- | ----------------- | ----------------- | ----------------- |
| 1990              | 1990              | n.a.              | –                 | (nincs adat)      | (nincs adat)      | (nincs adat)      |
| 1994              | 1994              | 3                 | ✓                 | 57%               | 89                | 0,0%              |
| 1998              | 1998              | 4                 | ✗                 | 58%               | 91                | 3,2%              |
|                   | 1999              | 5                 | ✗                 | 52%               | 82                | 4,7%              |
| 2002              | 2002              | 5                 | ✓                 | 76%               | 117               | 2,5%              |
| 2006              | 2006              | 6                 | ✓                 | 87%               | 116               | 2,5%              |
| 2010              | 2010              | 9                 | ✓                 | 88%               | 111               | 0,9%              |
| 2014              | 2014              | 5                 | ✓                 | 90%               | 121               | 0,0%              |
| 2019              | 2019              | 3                 | ✓                 | 84%               | 121               | 1,6%              |

| Összehasonlító tábla (1994 óta) | Összehasonlító tábla (1994 óta) | Összehasonlító tábla (1994 óta) | Összehasonlító tábla (1994 óta) | Összehasonlító tábla (1994 óta) | Összehasonlító tábla (1994 óta) | Összehasonlító tábla (1994 óta) | Összehasonlító tábla (1994 óta) | Összehasonlító tábla (1994 óta) | Összehasonlító tábla (1994 óta) |
| Év                              | Év                              | Polgármester-jelölt             | Polgármester-jelölt             | Polgármester-jelölt             | #.                              | Szavazat                        | Szavazat                        | Szavazat                        | Szavazat                        |
| Év                              | Év                              | név                             | szervezet                       | szervezet                       | #.                              | db                              | jogosultak arányában            | szavazók arányában              | érvényes szavazatok arányában   |
| ------------------------------- | ------------------------------- | ------------------------------- | ------------------------------- | ------------------------------- | ------------------------------- | ------------------------------- | ------------------------------- | ------------------------------- | ------------------------------- |
| 1994                            | 1994                            | Farkas Sándor                   |                                 | –                               | 1.                              | 38                              | 24,5%                           | 42,7%                           | 42,7%                           |
| 1994                            | 1994                            | Bogdán János                    |                                 | –                               | 2.                              | 27                              | 17,4%                           | 30,3%                           | 30,3%                           |
| 1994                            | 1994                            | Orsós János                     |                                 | –                               | 3.                              | 24                              | 15,5%                           | 27,0%                           | 27,0%                           |
| 1998                            | 1998                            | Váradi János                    |                                 | –                               | 1.                              | 31                              | 19,3%                           | 33,0%                           | 34,1%                           |
| 1998                            | 1998                            | Orsós György                    |                                 | –                               | 2.                              | 26                              | 16,1%                           | 27,7%                           | 28,6%                           |
| 1998                            | 1998                            | Pénzes Tiborné                  |                                 | –                               | 3.                              | 20                              | 12,4%                           | 21,3%                           | 22,0%                           |
| 1998                            | 1998                            | Bogdán János                    |                                 | –                               | 4.                              | 14                              | 8,7%                            | 14,9%                           | 15,4%                           |
|                                 | 1999                            | Orsós Imre                      |                                 | –                               | 1.                              | 59                              | 35,8%                           | 68,6%                           | 72,0%                           |
| Orsós János                     | 1999                            |                                 | –                               | 2.                              | 8                               | 4,8%                            | 9,3%                            | 9,8%                            |                                 |
| Bogdán János                    | 1999                            |                                 | –                               | 3.                              | 5                               | 3,0%                            | 5,8%                            | 6,1%                            |                                 |
| Ilics József                    | 1999                            |                                 | –                               | 3.                              | 5                               | 3,0%                            | 5,8%                            | 6,1%                            |                                 |
| Orsós Sándor                    | 1999                            |                                 | –                               | 3.                              | 5                               | 3,0%                            | 5,8%                            | 6,1%                            |                                 |
| 2002                            | 2002                            | Farkas Sándor                   |                                 | –                               | 1.                              | 52                              | 33,1%                           | 43,3%                           | 44,4%                           |
| 2002                            | 2002                            | Orsós Imre                      |                                 | –                               | 2.                              | 50                              | 31,8%                           | 41,7%                           | 42,7%                           |
| 2002                            | 2002                            | Váradi János                    |                                 | –                               | 3.                              | 10                              | 6,4%                            | 8,3%                            | 8,5%                            |
| 2002                            | 2002                            | Orsós György                    |                                 | –                               | 4.                              | 3                               | 1,9%                            | 2,5%                            | 2,6%                            |
| 2002                            | 2002                            | Ilics József                    |                                 | –                               | 5.                              | 2                               | 1,3%                            | 1,7%                            | 1,7%                            |
| 2006                            | 2006                            | Orsós Imre                      |                                 | –                               | 1.                              | 46                              | 33,6%                           | 38,7%                           | 39,7%                           |
| 2006                            | 2006                            | Bogdán János (Bogic)            |                                 | –                               | 2.                              | 34                              | 24,8%                           | 28,6%                           | 29,3%                           |
| 2006                            | 2006                            | Farkas Sándor                   |                                 | –                               | 3.                              | 16                              | 11,7%                           | 13,4%                           | 13,8%                           |
| 2006                            | 2006                            | Orsós Sándor                    |                                 | –                               | 4.                              | 9                               | 6,6%                            | 7,6%                            | 7,8%                            |
| 2006                            | 2006                            | Váradi Imre                     |                                 | –                               | 5.                              | 7                               | 5,1%                            | 5,9%                            | 6,0%                            |
| 2006                            | 2006                            | Bogdán Ferenc                   |                                 | –                               | 6.                              | 4                               | 2,9%                            | 3,4%                            | 3,4%                            |
| 2010                            | 2010                            | Orsós Imre                      |                                 | –                               | 1.                              | 41                              | 32,0%                           | 36,6%                           | 36,9%                           |
| 2010                            | 2010                            | Farkas Sándor                   |                                 | –                               | 2.                              | 27                              | 21,1%                           | 24,1%                           | 24,3%                           |
| 2010                            | 2010                            | Váradi Imre                     |                                 | –                               | 3.                              | 12                              | 9,4%                            | 10,7%                           | 10,8%                           |
| 2010                            | 2010                            | Orsós Sándor (Törpe)            |                                 | –                               | 4.                              | 10                              | 7,8%                            | 8,9%                            | 9,0%                            |
| 2010                            | 2010                            | Orsós Pálné                     |                                 | –                               | 5.                              | 9                               | 7,0%                            | 8,0%                            | 8,1%                            |
| 2010                            | 2010                            | Bogdán János                    |                                 | –                               | 6.                              | 4                               | 3,1%                            | 3,6%                            | 3,6%                            |
| 2010                            | 2010                            | Fenyvesi Lászlóné               |                                 | –                               | 6.                              | 4                               | 3,1%                            | 3,6%                            | 3,6%                            |
| 2010                            | 2010                            | Orsós György                    |                                 | –                               | 8.                              | 2                               | 1,6%                            | 1,8%                            | 1,8%                            |
| 2010                            | 2010                            | Váradi János                    |                                 | –                               | 8.                              | 2                               | 1,6%                            | 1,8%                            | 1,8%                            |
| 2014                            | 2014                            | Orsós Imre                      |                                 | Fidesz                          | 1.                              | 60                              | 44,8%                           | 49,6%                           | 49,6%                           |
| 2014                            | 2014                            | Horváth Kálmán                  |                                 | –                               | 2.                              | 37                              | 27,6%                           | 30,6%                           | 30,6%                           |
| 2014                            | 2014                            | Farkas Sándor                   |                                 | –                               | 3.                              | 13                              | 9,7%                            | 10,7%                           | 10,7%                           |
| 2014                            | 2014                            | Szeszán Attila                  |                                 | –                               | 4.                              | 6                               | 4,5%                            | 5,0%                            | 5,0%                            |
| 2014                            | 2014                            | Orsós Sándor                    |                                 | –                               | 5.                              | 5                               | 3,7%                            | 4,1%                            | 4,1%                            |
| 2019                            | 2019                            | Orsós Imre                      |                                 | Fidesz                          | 1.                              | 48                              | 32,9%                           | 39,0%                           | 39,7%                           |
| 2019                            | 2019                            | Orsós János                     |                                 | –                               | 2.                              | 47                              | 32,2%                           | 38,2%                           | 38,8%                           |
| 2019                            | 2019                            | Győri Tamás                     |                                 | –                               | 3.                              | 26                              | 17,8%                           | 21,1%                           | 21,5%                           |

## Polgármesterek
A község élén kétszer is olyan vezető állt, aki két különálló időszakban viselte a polgármesteri tisztséget: Farkas Sándor először 1990 és 1998, majd 2002-től 2006-ig, Orsós Imre pedig először 1999 és 2002 között, majd 2006 óta.
| 1990–'94      | 1994–'98      | 1998–'02     | 1998–'02   | 2002–'06      | 2006–'10   | 2010–'14   | 2014–'19   | 2019-      |
| 1990–'94      | 1994–'98      | '98– '99     | '99– '02   | 2002–'06      | 2006–'10   | 2010–'14   | 2014–'19   | 2019-      |
| ------------- | ------------- | ------------ | ---------- | ------------- | ---------- | ---------- | ---------- | ---------- |
| Farkas Sándor | Farkas Sándor | Váradi János | Orsós Imre | Farkas Sándor | Orsós Imre | Orsós Imre | Orsós Imre | Orsós Imre |
|               |               |              |            |               |            |            |            |            |
| –             | –             | –            | –          | –             | –          | –          | Fidesz     | Fidesz     |
|               |               |              |            |               |            |            |            |            |